# Lars Larsen (Munken)
Lars William Larsen, född 9 augusti 1984 i Kyrkslätt, är en anarko-primitivistisk poet och aktivist.
Lars Larsen är norrman men född och uppvuxen i Finland. Hans föräldrar växte upp i Smiths Vänner, som han bröt med som 17-åring.
Våren 2006 avbröt han sina studier vid teologiska fakulteten vid Åbo Akademi, för att leva som barfota luffare och hemlös. Han flyttade till Stockholm, och verkade där några år som poet och trubadur i en frivilligt vald hemlöshet. År 2008 blev Larsen bekant i flera svenska medier som "Munken"  på grund av att han iförd självsydd munkkåpa avbröt ett antal gudstjänster i frikyrkorna, främst Pingstkyrkan, med förbannelser över den rika västerländska levnadsstandarden. Han har influerats av radikalpietisten Lars Ulstadius, som agerade på liknande sätt.
Hans livsverk som poet är hans lilla speciella filosofi "djurismen", som innebär att vi ska gå tillbaka till vårt ursprung och leva som djuren i skogen, som Adam och Eva före syndafallet. Det är kärnan i hans författarskap. 